# 奇拉扎布·哈依达布
奇拉扎布·哈依达布（英語：Chilaajav Khaidav，？—）蒙古族，籍贯不详，蒙古国学者。

## 生平
2009年至2010年前后，哈依达布出任蒙古国家图书馆馆长，接替高托布·阿恺木（Gotov Akim）。